# Corey Sanders
Corey Sanders (Lakeland, 17 aprile 1997) è un cestista statunitense.